# Syzygium winitii
Syzygium winitii är en myrtenväxtart som först beskrevs av William Grant Craib, och fick sitt nu gällande namn av Elmer Drew Merrill och Lily May Perry. Syzygium winitii ingår i släktet Syzygium och familjen myrtenväxter. Inga underarter finns listade i Catalogue of Life.